# Camponotus koseritzi
Camponotus koseritzi är en myrart som beskrevs av Carlo Emery 1888. Camponotus koseritzi ingår i släktet hästmyror, och familjen myror. Inga underarter finns listade.